# Allagoptera campestris
El pindocito o  palmera pindocito (Allagoptera campestris) es una especie del género Allagoptera de la familia de las palmeras (Arecaceae). Es una palma amenazada de extinción, que habita el subtrópico centro-oriental de Sudamérica.

## Distribución y hábitat
Esta palmera es característica de la provincia fitogeográfica del cerrado. Se distribuye en el este del Paraguay, en los departamentos de: Amambay, Canindeyú, Cordillera y San Pedro, en el este, centro y sudeste del Brasil hasta el estado de Río Grande del Sur, y en sabanas con flora del cerrado en el norte de la mesopotamia del nordeste de la Argentina, en el sudoeste de la provincia de Misiones (en los departamentos de San Ignacio y Candelaria) y áreas fronterizas de la de Corrientes. 
Habita en sabanas con matorrales, entre zonas abiertas cubiertas de pastizales, viviendo mejor en los sectores más expuestos al sol pleno, en suelos latéricos compuestos de arenas rojizas, en terrenos casi planos o con pendientes suaves, así como en rocosos serranos, en altitudes que van desde proximidades del nivel marino hasta los 1500 m s. n. m..
El Allagoptera campestris (Mart.) Kuntze (pindocito) fue declarado monumento natural de la provincia de Misiones en Argentina mediante la ley n.º 4129 de 2004.

## Características
Esta es una palmera acaule, pequeña. Su altura va de 30 a 100 cm; el tronco solitario y subterráneo mide unos 20 cm de largo. Cada corona posee unas 6 a 10 hojas, de tonos gris-verdosos oscuros por encima y gris-plateado por debajo, y se distinguen de otras especies por ser más rígidas, no rizadas. Poseen vaina y pecíolo densamente fibroso-tomentoso y de color marrón; el pecíolo tiene un largo de entre 15 y 25 cm, y alrededor de 0,8 cm de diámetro , densamente tomentoso, cubierto de pelos lanosos marrón-cremosos; el raquis mide de 50 a 66 cm de largo, y es glabro; exhibe de 30 a 50 pinas por lado, cortamente lanceoladas, gruesas, rígidas y erectas con puntas agudas, insertadas regularmente en grupos de 2 a 3 , y a 2 a 3 cm de distancia, formando ángulos agudos, plegadas en la base, insertas divergentemente a la raquilla y cubiertas con pelos lanudos, ápice obtuso dividido asimétricamente por 20 a 40 mm, adaxialmente presenta evidente nervio central. El fruto tiene forma ovoide a elipsoide, está escasamente cubierto con indumento flocoso o es glabro en su parte baja y media. Mide alrededor de 12 mm de largo y cerca de 7 mm de diámetro.
Esta especie tiene algunas características constantes y otras variables. La disposición de las rígidas y estrechas pinas, erectas y adpresas al raquis en ángulos agudos, y el número de estambres son características distintivas en comparación con las otras especies del género Allagoptera. Entre los caracteres variables está la altura total, la longitud de las pinas, la densidad del tomento, y la longitud de la inflorescencia espigada. Los investigadores sospechan que algunos ejemplares herborizados en áreas donde cohabitan A. campestris y Allagoptera leucocalyx podrían ser híbridos entre ambas.
Usos
De su género es la especie más rústica para mantener en cultivo pues soporta heladas moderadas y sequía. Requiere suelo muy bien drenado, mezclado con arena y a pleno sol. Las semillas germinan fácilmente. Los frutos prematuros son comestibles. Las hojas se utilizan como forraje para el ganado y en la fabricación de escobas.

## Taxonomía
Allagoptera campestris fue descrita en el año 1881 por el botánico alemán Carl Friedrich Philipp von Martius bajo el nombre científico de Diplothemium campestre, y luego recombinada por el botánico alemán Carl Ernst Otto Kuntze en el año 1891.
Etimología
El nombre genérico Allogoptera proviene de las antiguas palabras griegas: αλλαγή ( allage ) = "cambio de sentido", y πτερόν ( pteron ) que significa "ala", y se refiere al arremolinado patrón cambiante de las hojas. 
El término específico campestris significa: “perteneciente a un campo o a un terreno llano”.